# Chardonneret de Magellan
Spinus magellanicus
Espèce
Statut de conservation UICN

 LC  : Préoccupation mineure
Le Chardonneret de Magellan (Spinus magellanicus, anciennement Carduelis magellanica), encore appelée Tarin de Magellan ou Tarin à tête noire est une espèce de passereaux appartenant à la famille des Fringillidae.
Son nom provient d'une erreur scientifique, son aire n'atteignant pas le détroit de Magellan.

## Morphologie
Le mâle présente une tête noire, le dessus plus ou moins verdâtre avec une barre ailaire jaune, coloration également répartie sur la poitrine et le ventre. Plus terne, la femelle se différencie par une tête grisâtre. Ce plumage et les barres ailaires jaunes rappellent les juvéniles de Chardonneret élégant.

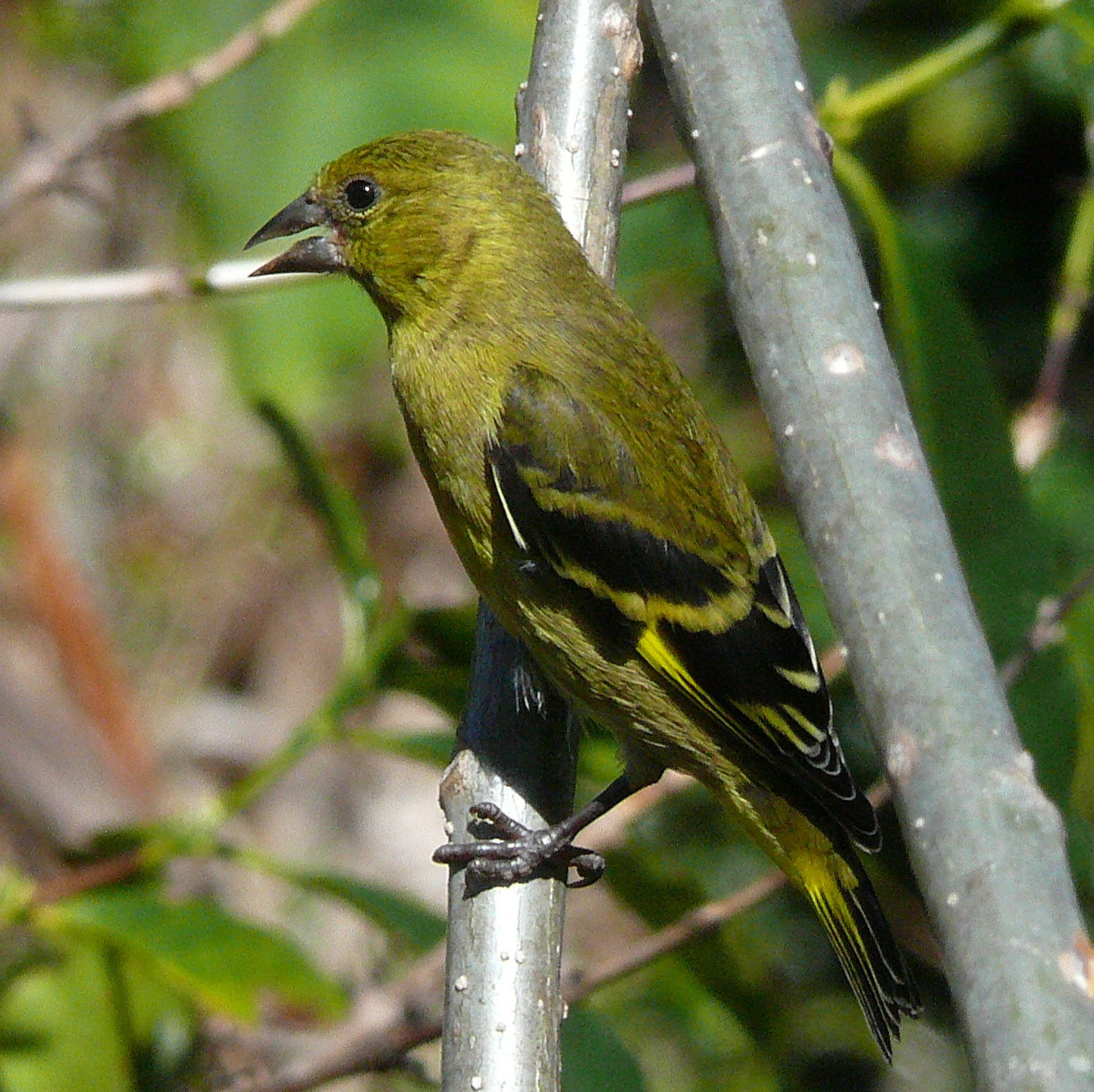
Femelle
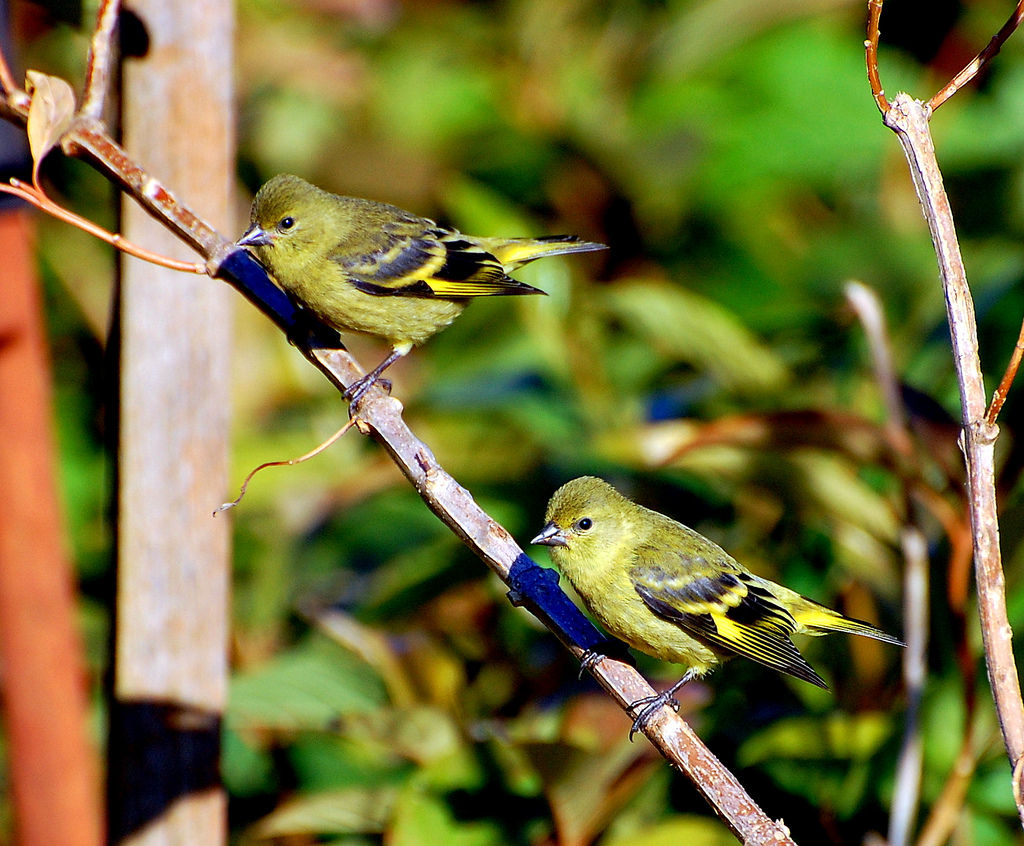
Juvéniles

## Comportement

### Comportement alimentaire
Le chardonneret de Magellan consomme principalement des graines, dont celles de chardons, ainsi que des bourgeons et parfois des insectes. Il se nourrit sur le sol, dans les buissons et parfois dans les arbres, de diverses graines (y compris de séneçon), de baies, de fruits, de feuilles (y compris celles des laitues).
D’autres plantes ont été répertoriées, photos à l’appui, par Ottaviani (2011) : des fruits de ravenelle Raphanus raphanistrum, brassicacée ; des graines de sauge élégante Salvia elegans, lamiacée ; des étamines de pâquerette Bellis perennis, astéracée ; des inflorescences de Ledenbergia seguierioides, phytolaccacée et des fruits de fuchsias fuchsia de Magellan, onagracée.
Le chardonneret de Magellan maintient le fruit contre une tige, le plus souvent, avec une seule patte contrairement au Tarin des aulnes qui utilise couramment les deux pattes. Comparé également au Tarin des aulnes, on le voit rarement la tête en bas, accroché à un rameau.

### Voix
Sur le site Internet Aves Pampa, on peut entendre un chant composé d’un babil aigre et aigu à débit saccadé, contenant des piaillements de type moineau et des notes plus mélodieuses. Le site Internet Xeno-canto propose pas moins de 17 enregistrements des émissions vocales avec reproduction des sonagrammes. Ces séquences, enregistrées en Bolivie, au Pérou, au Brésil, en Uruguay et en Équateur par différents bio-acousticiens, soulignent les sonorités acides, métalliques, grinçantes et aiguës sur un débit précipité rappelant beaucoup le chant et les cris du tarin des aulnes.

### Parade nuptiale
Van den Elzen & Sternheim (1992) ont mené une étude détaillée sur la parade nuptiale et les différentes postures associées en captivité. Elles ont montré qu’il existe trois degrés d’intensité dans la parade d’intimidation. La forme la moins agressive et plutôt défensive consiste à garder le corps à l’horizontale, à entrouvrir les ailes et à les relever au niveau du dos tout en tendant le cou et en pointant le bec vers le congénère.
Dans la posture d’apaisement, l’oiseau gonfle son plumage en ébouriffant plus particulièrement les plumes de la poitrine et des flancs pour masquer les couleurs contrastées des ailes et en resserrant les rectrices pour atténuer aussi les dessins de la queue. Les parades de nourrissage et d’invitation à l’accouplement sont les postures d’apaisement les plus importantes chez la femelle.
La parade nuptiale fait appel à la fois aux postures et aux ornements colorés. Dans un premier temps, le mâle se contente d’écarter et d’abaisser légèrement les ailes pour exhiber son croupion plus clair et exposer le dessin jaune de sa queue tout en affinant son plumage pour révéler la brillance des couleurs. Au paroxysme de la parade, il redresse la tête et le corps, s’allonge sur ses pattes puis abaisse et ouvre les rémiges primaires pour exhiber les dessins noirs et jaunes de ses ailes. Ainsi paré, il débite son chant complet face à la femelle.
La parade de nourrissage est souvent initiée par la femelle. Elle écrase son corps, gonfle le plumage et fait frémir ses ailes tout en émettant de légers appels quémandant de la nourriture. Le mâle approche, le bec entrouvert et lui régurgite de la nourriture.

### Reproduction
Nidification

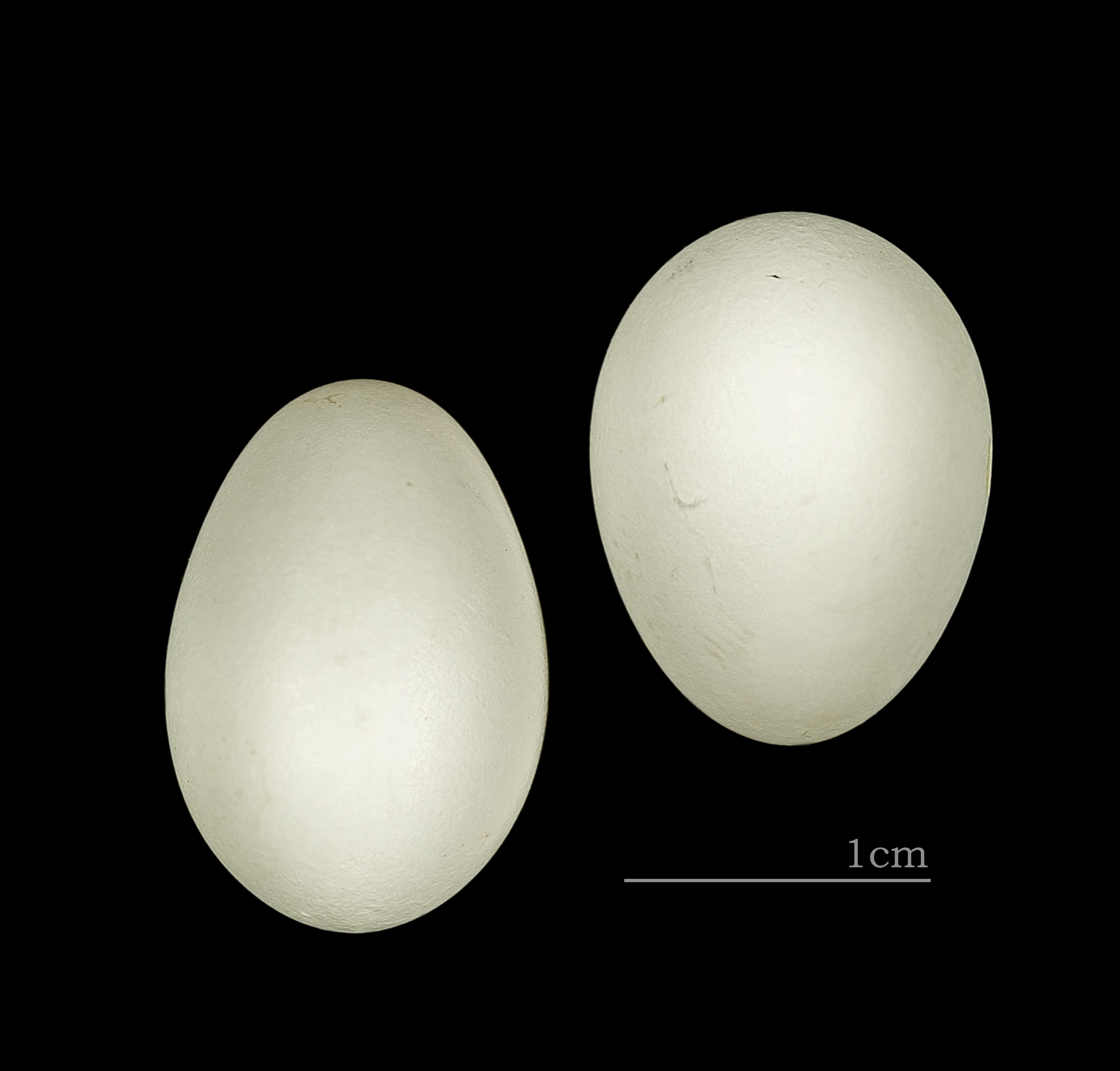
Œufs de Chardonneret de Magellan Muséum de Toulouse

Les données de Fjeldså & Krabbe (1990) (construction du nid observée en octobre, novembre et janvier sur la côte sud-ouest du Pérou, œufs découverts en juin à Cajamarca et en mars à Tacna, oisillons à l’envol en juillet à Tacna et en février à Tucuman) suggèrent une nidification échelonnée, probablement selon l’altitude et la latitude de ces différentes localités des Andes.

## Répartition et habitat

### Répartition
Le chardonnet de Magellan occupe une aire considérable en Amérique du Sud où il a développé de nombreuses sous-espèces. La distribution se présente sous forme de trois zones différentes : l’une au nord (Venezuela, ouest du Guyana, extrême nord du Brésil), la deuxième typiquement andine (du sud de la Colombie au nord du Chili) et la troisième, la plus vaste, couvant une grande partie de l’est de l’Amérique du Sud.

### Habitat
Il présente une grande plasticité écologique en s’adaptant à de nombreux biotopes sous des climats également variés. Pour l’ensemble de l’Amérique du Sud, son habitat recouvre les savanes arborées, les régions boisées, les palmeraies, les bois marécageux, les zones recouvertes de buissons, les côtes maritimes mais aussi les champs, les cultures, les plantations, les parcs, les cours de fermes, les vergers, les squares, les jardins des villes et des villages en régions tempérée, subtropicale et tropicale.
Dans les Andes, son habitat se présente comme un ensemble de bosquets à la fois humides et semi-arides, de zones agricoles, de jardins et de lisières de forêt en plaine et jusqu’à 5 000 m d’altitude. Pour le Brésil, l’habitat se compose de forêts ouvertes et secondaires, de bosquets d’araucarias, de plantations d’arbres fruitiers et de caféiers répartis dans les régions montagneuses du sud-est du pays.

## Systématique
L'espèce Spinus magellanicus a été décrite par ornithologue français  Louis Jean Pierre Vieillot en 1805, sous le nom initial de Fringilla magellanica.

### Synonyme
- Fringilla magellanica Vieillot, 1805 (protonyme)

### Sous-espèces
D'après le Congrès ornithologique international, cette espèce est constituée des douze sous-espèces suivantes (ordre phylogénique) :
- S. m. capitalis (Cabanis, 1866) : sud-ouest de la Colombie, ouest de l’Équateur et ouest du nord du Pérou.
- S. m. paulus Todd, 1926 : Équateur et ouest du Pérou jusqu’à la province d’Arequipa.
- S. m. peruanus Berlepsch & Stolzmann, 1896 : centre-ouest du Pérou.
- S. m. urubambensis Todd, 1926 : sud-ouest du Pérou et nord du Chili.
- S. m. santaecrucis Todd, 1926 : centre et est de la Bolivie. On prête parfois un statut d’espèce propre à cette forme mais le South American Classification Committee en 2008 la maintient comme sous-espèce de C. magellanicus.
- S. m. bolivianus (Sharpe, 1888) : centre et sud-est de la Bolivie.
- S. m. hoyi  (Koenig, 1981) : Andes centrales et nord-ouest de l'Argentine.
- S. m. tucumanus Todd, 1926 : nord-ouest de l’Argentine (Jujuy, Salta, Tacamarca, La Rioja, Mendoza).
- S. m. alleni Ridgway, 1899 : sud-est de la Bolivie, Paraguay, nord-est de l’Argentine.
- S. m. ictericus (Liechtenstein, 1823) : Brésil (Para, Maranhao, Piaui, Bahia, Gerais), est et sud du Paraguay.
- S. m. magellanicus (Vieillot, 1805) : Uruguay et est de l’Argentine (au sud, jusqu’à la province de Rio Negro).
- S. m. longirostris (Sharpe, 1888) : centre-sud du Venezuela (Apure, Bolivar), extrême ouest du Guyana (monts Pakaraima), extrême nord du Brésil (Roraima).